# عبير فضة
عبير فضة (6 نيسان 1975-) مطربة سورية، ولدت في مدينة اللاذقية وتعود أصولها إلى لواء الإسكندرون، من قرية صغيرة تقع على الساحل السوري اسمها بكسا.
إضافة إلى كونها شاعرة وملحنة وموزعة موسيقى، وترتبط بصلة قرابة بالممثل السوري أسعد فضة.

## حياتها
تزوجت من منتج فني مصري وأنجبت منه ابنها الوحيد «طارق» وسرعان ما انفصلت عنه بالطلاق بعد خمس سنوات.

## مشوارها الفني
بدأت بالغناء في سن الثامنة على خشبات المسارح وفي المدارس في مدينتها، شاركت في العديد من مهرجانات الغناء في سوريا والوطن العربي منها مهرجان المحبة والسلام، وحصلت على جائزة الأورنينا الذهبية من مهرجان الأغنية السورية بدورته الخامسة عن أغنية «قمر وهليت» من كلماتها وألحانها، وفي الدورة السابعة فازت بالجائزة الذهبية الأولى للأغنية الحديثة، عن أغنية «حبيب الروح» (كلماتها وألحانها)
توقفت عن الغناء لمدة عام 1997 لمدة ست سنوات ثم عادت عام 2001 مرة أخرى من خلال شركة روتانا للصوتيات قدمت معها أكثر من عمل فنيوبعد انفصالها ابتعدت عن الإصدرات لتعود بألبوم أغاني وطنية بعنوان «لمسة وفا» عام 2013 

## أعمالها

### ألبومات[7]
| الألبوم       | العام | المنتج    |
| ------------- | ----- | --------- |
| الكلام في سرك | 2001  | روتانا    |
| قلبي ممنون    | 2004  | روتانا    |
| إنت مالك      | 2005  | روتانا    |
| لمسة وفا      | 2013  | إنتاج خاص |

### الأغاني المصورة
| الأغنية         | المخرج      | المنتج       | العام |
| --------------- | ----------- | ------------ | ----- |
| شكرا            | شادي حنا    | روتانا       | 2001  |
| لو تريد         | كريم حمزة   | art الموسيقى | 2001  |
| مالي            | عادل الخضر  | art الموسيقى | 2001  |
| حبك سقاني الويل | أرمان غزارة | روتانا       | 2004  |
| فارس أحلامي     | وليد ناصيف  | روتانا       | 2004  |
| كلامك           | أرمان غزارة | روتانا       | 2004  |
| ليل يا غرام     | فيدرا       | روتانا       | 2005  |

### أغاني منفردة
ثلاث أغاني من إنتاجها الخاص قدمتها من خلال مشاركتها في مهرجان الأغنية السورية
- حبيب الروح
- حن حبيبي
- قمر وهليت

أغنيتان من إنتاج المخرج محمد الترك
- مشتاق
- أمانة
- عفارم عليك

## أغاني وطنية
- غالي ياجيش
- أم الشهيد